# Ficus samoensis
Ficus samoensis är en mullbärsväxtart som beskrevs av Summerhayes. Ficus samoensis ingår i släktet fikonsläktet, och familjen mullbärsväxter. Inga underarter finns listade i Catalogue of Life.